# Eyob Mekonnen
Eyob Mekonnen Yalem (Amharic: እዮብ መኮንን ያለም; 12 de octubre de 1975 - 18 de agosto de 2013) fue un cantante de reggae de Etiopía. Sus canciones eran bien conocidos por sus temas de "amor, comprensión y respeto".

## Primeros años
Eyob nació en Jijiga en 1975, durante el inicio de la Guerra Civil Etíope . Su padre, Mekonnen Yalem, fue un oficial del ejército etíope durante la Guerra de Ogadén en Eritrea, a la que se le atribuye haberle inspirado a impartir mensajes pacíficos en canciones como "Nekchalehu" y "Negen Layew".  Se mudó a Addis Abeba , cuando era joven, y asistió a la escuela mientras mantuvo su interés por la música.

## Carrera musical
Se unió a un grupo de cinco personas llamado Zion Band, que fue descrito como un "ritmo de reggae con un elenco distintivo de Etiopía". La banda se convirtió en un fijo en los clubes populares de Addis Abeba, realizando actos de apertura de cantantes populares como Haileye Tadesse, que canta canciones como "Song of the Dominions" y "Anthem of the Movement". Su estilo musical era único, no solo por mezclar música popular amárico con el reggae, si no que también por música popular Oromo, con Ali Birra como una de sus mayores influencias, junto a Bob Marley. En 2010, lanzó su primer álbum, Ende Kal. Aunque tibiamente recibida por el público en un primer momento, ya que difiere de la frecuencia sintetizada, la música electrónica que había prevalecido desde la época del Derg y la desaparición de las grandes bandas de la época de Haile Selassie. Poco a poco, el álbum ganó seguidores y "gran éxito nacional". Slowly, however, the album gained a following and "great national acclaim".
Sus canciones tratan temas y promueven "la moralidad, el amor, la paz y la conciencia social", temas que los hicieron populares y contundentes. En 2010 se embarcó en una campaña llamada "Encontrar Paz" para ayudar a sanar las divisiones causadas por las disputas en las elecciones parlamentarias.
En 2012 lanzó dos sencillos, "Beyemehalu" y "Negen Layew". Estaba empezando a viajar por el extranjero, sobre todo en Canadá, Alemania y los Países Bajos.
El segundo álbum de Eyob, Erotalehu, fue lanzado póstumamente en 2017.

## Enfermedad, muerte y homenaje
El 13 de agosto de 2013, sufrió un accidente cerebrovascular isquémico causado por fibrilación auricular y entró en un coma, pero se encontraba en buen estado de salud. Sus fanes y su promotor, Yisakal Entertainment, llevaron a Facebook actualizaciones sobre su condición y recaudar fondos para su tratamiento en una página llamada "Oremos por Eyob Mekonnen". Debido a estos esfuerzos, Eyob fue trasladado a Nairobi el 17 de agosto, sin embargo, murió el 18 de agosto debido a complicaciones. Se le atribuye haber provocado un movimiento hacia la música en vivo y alejarse de las llamadas "bandas de un solo hombre" y promover la popularidad del reggae y la música de raíces en Etiopía. 

## Discografía
| Lista de álbumes con sencillos | Lanzamiento        | Sencillos |
| ------------------------------ | ------------------ | --- |
| Ende Kal                       | 2007               | - "Nekechalehu" - "Negen Layew" - "Yene Konjo" - "Yemeder Dershaye" - "Endatefash" - "Debzezesh" - "Yezebarekalu" - "Yewenetuan New" - "Yekuankua Felasefa" - "Wekil Nesh" - "Rekeda" - "Man Ende Kal"                                    |
| Erotalehu                      | 3 de enero de 2017 | - "Semahuachew" - "Tekekel Nesh" - "Anchi" - "Tetereche" - "Yegabezkuachew" - "Wehajira Welale" - "Wede Enate Bet" - "Man Yawekal" - "Tew Yalshignen" - "Andebete Tenager" - "Say" - "Yilef" - "Zim Elalehu" - "Endet Beye" - "Erotalehu" |